# Intel 82289

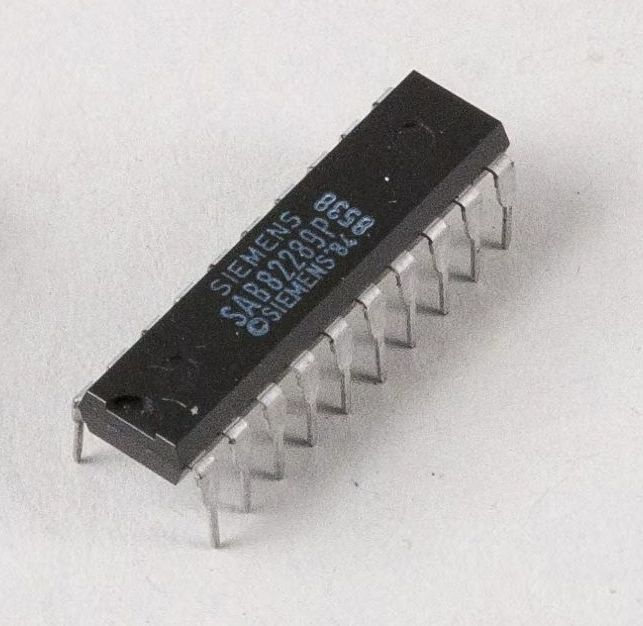
Siemens SAB82289P

Der Intel 82289 ist ein Bus-Arbiter-Chip, der für den Intel-80286-Prozessor entwickelt wurde. Der Baustein wird im 20-Pin-DIL-Gehäuse geliefert. Er wurde u. a. an AMD, Fujitsu und Siemens lizenziert. Er ist Nachfolger des 8289.